# Полтавская и Миргородская епархия
Полтавская и Миргородская епархия — епархия Украинской Православной Церкви, объединяет приходы и монастыри на территории  Миргородского (за исключением территории упраздненного Лохвицкого района) и Полтавского районов, а также город Горишние Плавни Кременчугского района и Мгарский монастырь.
Кафедральный город — Полтава. Кафедральный собор — Свято-Макариевский. Правящий архиерей — Филипп (Осадченко).

## Названия
- Полтавская и Перяславская (1803—1937)
- Полтавская и Лубенская (1942—1943)
- Полтавская и Кременчугская (1944—2007)
- Полтавская и Миргородская (с 2007 года)

## Епископы
- Сильвестр (Лебединский) (17 декабря 1803 — 25 января 1807)
- Феофан (Шиянов) (25 января 1807 — 24 января 1812)
- Анатолий (Максимович) (31 марта 1812 — 7 февраля 1816)
- Мефодий (Пишнячевский) (7 февраля 1816 — 27 июня 1824)
- Георгий (Ящуржинский) (24 августа 1824 — 16 августа 1830)
- Нафанаил (Павловский) (8 сентября 1830 — 12 мая 1834)
- Гедеон (Вишневский) (29 июля 1834 — 11 октября 1849)
- Иеремия (Соловьев) (20 ноября 1849 — 19 декабря 1850)
- Нафанаил (Савченко) (19/26 декабря 1850 — 13 сентября 1860)
- Александр (Павлович) (13 сентября 1860 — 9 ноября 1862)
- Иоанн (Петин) (23 декабря 1862 — 14 ноября 1887)
- Иларион (Юшенов) (14 ноября 1887 — 18 января 1904) с 3 июля 1886 — в/у, еп. Прилукский
- Иоанн (Смирнов) (4 февраля 1904 — 13 августа 1910)
- Назарий (Кириллов) (13 августа 1910 — 8 марта 1913)
- Феофан (Быстров) (8 марта 1913—1919)
- Сильвестр (Ольшевский) (1 июня — 1 августа 1914) в/у, еп. Прилукский
- Дамиан (Воскресенский) (29 апреля 1918—1920)
- Парфений (Левицкий) (1920—1921) в/у, архиепископ Тульский на покое
- Григорий (Лисовский) (октября 1921 — 17 марта 1927) до 1923 — в/у, еп. Лубенский
- Дамиан (Воскресенский) (май 1927 — 8 мая 1928)
- Сергий (Гришин) (18 мая 1928 — 3 апреля 1932)
- Николай (Пирский) (13 мая 1932 — 9 июня 1935)
- Тихон (Русинов) (27 июля 1935 — март 1937)
- Митрофан (Русинов) (14 сентября 1937 — 23 июня 1938)
- Вениамин (Новицкий) (август 1942 — сентябрь 1943)
- Николай (Чуфаровский) (21 — 23 мая 1944)
- Стефан (Проценко) (7 сентября 1944 — 5 июня 1945)
- Палладий (Каминский) (30 марта 1947 — 15 ноября 1952)
- Серафим (Шарапов) (15 ноября 1952 — 20 февраля 1958)
- Алипий (Хотовицкий) (15 июня 1958 — 14 августа 1961, 14 ноября 1961 — 30 марта 1964) в первый раз — в/у, Кременчугский [16]
- Феодосий (Процюк) (30 марта 1964 — 7 октября 1967)
- Феодосий (Дикун) (7 октября 1967 — 4 октября 1979)
- Дамаскин (Бодрый) (4 октября 1979 — 26 июня 1985)
- Савва (Бабинец) (26 июня 1985 — 2 февраля 1992)
- Феодосий (Дикун) (весна 1992 — 1 октября 2001)
- Софроний (Дмитрук) (1 октября — 30 декабря 2001) в/у, архиеп. Черкасский
- Филипп (Осадченко) (с 30 декабря 2001)

## Викариатства
- Золотоношское (ныне Золотоношское викариатство Черкасской епархии)
- Прилукское (недейств.)
- Лубенское (недейств.)
- Пирятинское (недейств.)
- Кобелякское (недейств.)
- Роменское (недейств.)
- Переяславская (ныне Переяслав-Хмельницкое викариатство Киевской епархии)
- Хорольское (недейств.)